# Heinijärvi (Tammela, Egentliga Tavastland, Finland)
Heinijärvi eller Heinäjärvi är en sjö i Finland. Den ligger i kommunen Tammela i landskapet Egentliga Tavastland, i den södra delen av landet, 100 km nordväst om huvudstaden Helsingfors. Heinijärvi ligger 117,2 meter över havet. I omgivningarna runt Heinijärvi växer i huvudsak barrskog. Arean är 1,27 kvadratkilometer och strandlinjen är 9,3 kilometer lång. Sjön  ingår i Kumo älvs huvudavrinningsområde. 
I övrigt finns följande i Heinijärvi:
- Linnasaari (en ö)
- Suutarinsaari (en ö)
- Lassilansaari (en ö)

I övrigt finns följande vid Heinijärvi:
- Särkijärvi (en sjö)